# RAMBO
RAMBO (англ. Robust associations of massive baryonic objects, міцна асоціація масивних баріонних об'єктів) — тьмяні зоряні скупчення, складені з коричневих або білих карликів, запропоновані як одне з пояснень темної матерії. Вони можуть мати ефективний радіус від 1 до 15 парсек, а масу в діапазоні 10–100,000 M☉. RAMBO були запропоновані Муром і Сілком у 1995 році.
Назва є не просто абревіатурою, а ще й відсилає до персонажа Джона Рембо. Порівнюючи з подібними абревіатурами WIMP (слабак; темна матерія, складена з елементарних частинок) та MACHO (мачо; темна матерія, складена з об'єктів зоряних мас), RAMBO, що складається з цілих скупчень, може асоціюватись з кимось, ще сильнішим та агресивнішим за мачо.

## Динаміка
Динаміка цих об'єктів, якщо вони дійсно існують, повинна сильно відрізнятися від динаміки звичайних зоряних скупчень. Для такого зоряного скупчення, як RAMBO, з дуже вузьким діапазоном мас (усі зорі — коричневі карлики або білі карлики) швидкість випаровування має бути дуже повільною, як це передбачено чисельним моделюванням еволюції однокомпонентних кластерів. Теоретично ці дуже довгоживучі об'єкти можуть існувати у великій кількості. Санчес-Сальседо (1997, 1999) і Керінс (1997) припустили присутність у Галактиці товстого дископодібного компонента темної матерії, складеної з RAMBO.